# Pets (песня Porno for Pyros)
Pets — название дебютного сингла альтернативной группы Porno for Pyros. Песня заняла первую строчку в чарте Billboard Modern Rock Tracks. Успеху песни, частично, помогло уникальное видео, которое обильно транслировалось на MTV.

## Список композиций
1. «Pets» 3:35
2. «Tonight» 3:35
3. «Cursed Female / Cursed Male (Medley)» 7:08

## Смысл песни
Песня повествует о неудовлетворённости человеческим родом, который находится на грани разрушения.

## Позиции сингла в чартах
| Год  | Высшая позиция в чарте | Высшая позиция в чарте | Высшая позиция в чарте | Высшая позиция в чарте |
| Год  | U.S.                   | U.S. Airplay           | U.S. Modern            | U.S. Mainstream        |
| ---- | ---------------------- | ---------------------- | ---------------------- | ---------------------- |
| 1993 | 67                     | 67                     | 1                      | 25                     |